# Peter Blecher
Peter Blecher (* 3. Februar 1934 in Hagen; † 27. August 2008 ebenda) war ein deutscher Sportschütze. Der Spezialist im Trap nahm zweimal an Olympischen Spielen teil.
Blecher war als selbständiger Kaufmann und Fabrikant in Hagen tätig, in der Freizeit betrieb er Motocross-Sport und war als Kleinkaliberschütze aktiv. 1969 fand er zum Wurftaubenschießen und schloss in dieser Sportart rasch zur deutschen Spitze auf. 1971 gewann er mit der deutschen Mannschaft bei der Weltmeisterschaft in Bologna Gold und bei der Europameisterschaft in Suhl Silber. 1972 nahm Blecher an den Olympischen Spielen in München teil und belegte dort Rang 26.
War Blecher 1972 noch für den Verein Grobe Sau Hagen aktiv, so gründete er später den Wurftaubenclub Westfalenland in Münster. Ende der 1970er Jahre gelangen ihm dann Siege bei Deutschen Meisterschaften, von 1978 bis 1984 gewann er sechs Meistertitel. 1984 erreichte Blecher bei der Europameisterschaft in Saragossa mit deutschem Rekord von 198 von 200 möglichen Scheiben den zweiten Platz hinter dem Spanier Ricardo Sancho. Bei den Olympischen Spielen 1984 in Los Angeles belegte Blecher Rang 28.
Von 1991 bis 1997 amtierte Blecher beim Deutschen Schützenbund als Bundesreferent für den Wurftaubensport. 1993 wurde er mit dem Goldenen Ehrenkreuz des DSB ausgezeichnet.